# Citroën C3 Picasso
Pour les articles homonymes, voir Citroën C3 et Citroën Picasso.
 (juillet 2022).
Si vous disposez d'ouvrages ou d'articles de référence ou si vous connaissez des sites web de qualité traitant du thème abordé ici, merci de compléter l'article en donnant les références utiles à sa vérifiabilité et en les liant à la section « Notes et références ».
Le C3 Picasso est un minispace du constructeur automobile français Citroën, produit entre 2008 et 2020 (2017 en Europe).

## Historique

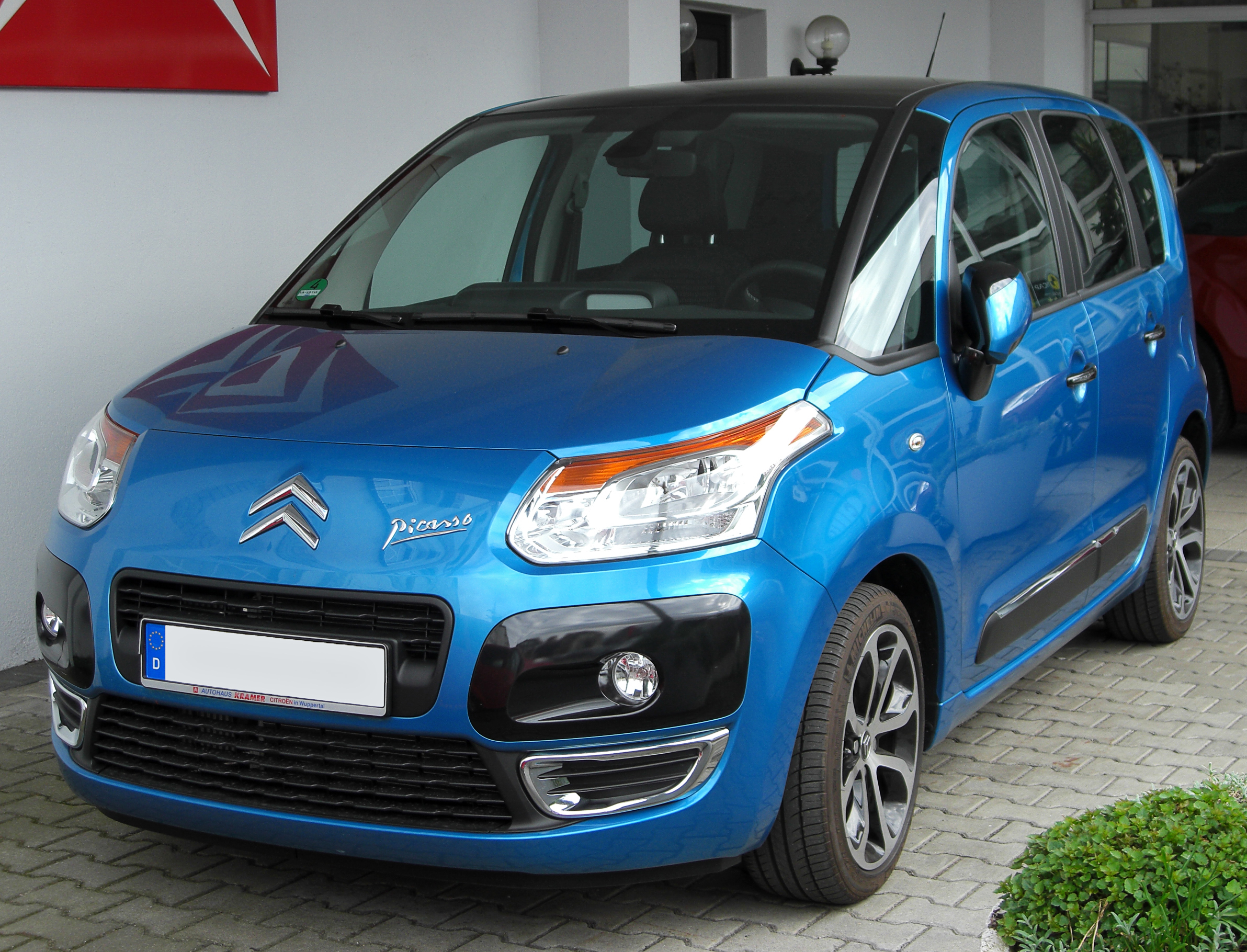
Citroën C3 Picasso

La C3 Picasso a les caractéristiques des monospaces : assises hautes, grande visibilité (pare-brise en trois parties).
La C3 Picasso est longue de 4,08 m, large de 1,73 m et haute de 1,62 m. Elle présente un avant compact et un arrière très carré. Son volume de coffre atteint 500 litres sous tablette et en configuration 5 places, et, grâce aux commandes de rabattement, on peut l'agrandir et avoir un plancher plat.
Elle dispose comme sa grande sœur la C4 Picasso d'un toit panoramique allant jusqu'au coffre (avec au total 4,52 m2 de surfaces vitrées).

### Phase 1 (2008 - 2012)
Le nom de code interne du projet C3 Picasso est A58. L'auteur du design extérieur du véhicule est Frédéric Duvernier, qui s'est inspiré des réfrigérateurs Smeg. Le dessin extérieur est finalisé par Miles Nurnberger. Le design intérieur a quant à lui été conçu par Andreas Stump et Pascal Grappey.
Annoncée dans la presse à l'été 2008, la C3 Picasso a été présentée à la presse le 10 septembre 2008. Produit à l'usine PSA de Trnava en Slovaquie, elle a été exposée au Mondial de l'automobile de Paris 2008 avant de rejoindre les concessions au premier trimestre 2009. Elle a reçu 4 étoiles au crash test Euro NCAP.
La C3 Picasso est lancée avec deux moteurs essence : le VTi 95 et le VTi 120 (développés avec BMW group) et deux diesels PSA : le HDi 90 et le HDi 110 FAP.
Le HDi 90 est celui qui rejette le moins de CO2 de la gamme, avec 125 g/km. Ces versions HDi auront droit à l'appellation Airdream (utilisée à l'époque par Citroën pour désigner les motorisations les moins polluantes de sa gamme).
La C3 Picasso est équipée du Stop & Start depuis 2010. Il s'agit d'une évolution du système déjà proposé en option sur la C3 classique. Le moteur s'éteint automatiquement à l'arrêt (à un stop ou à un feu rouge), puis se rallume à la moindre pression sur l'accélérateur (il y a une seconde batterie pour effectuer tous ces démarrages). L'évolution par rapport à la version précédente consiste à récupérer de l'énergie au freinage, afin de recharger la batterie supplémentaire. Cela diminue encore la consommation de carburant.

### Phase 2 (2013 - 2017)
Présentée en octobre au Mondial de l'automobile de Paris 2012, la C3 Picasso phase 2 arrive en concession en janvier 2013, avec de nouveaux feux arrière et la nouvelle signature Citroën pour la face avant qui se décline sur tous les modèles Citroën hors « marque DS ».
En octobre 2015, Citroën apporte quelques modifications dans la gamme du C3 Picasso : nouveaux équipements en série, retour du VTi 95 ch et suppression de plusieurs versions.

### Fin du C3 Picasso
Le C3 Picasso cesse d'être produit en Europe en juin 2017, après 501 956 véhicules assemblés sur les chaînes de montage de l'usine de Trnava,. Sa carrière de poursuit en Amérique latine, où une version modifiée reste commercialisée jusqu'en 2020 sous le nom C3 Aircross.
Le 12 juin 2017, Citroën présente à Paris le C3 Aircross qui remplace le C3 Picasso en Europe. Il n'est pas remplacé par une nouvelle génération mais par un nouveau modèle qui change de nom et de catégorie, le C3 Aircross étant présenté comme un crossover urbain alors que le C3 Picasso était un minispace. C'est d'ailleurs en 2017 que ses principaux concurrents, le Ford B-Max et l'Opel Meriva, sont eux aussi remplacés par les crossovers Ford Ecosport et Opel Crossland X.

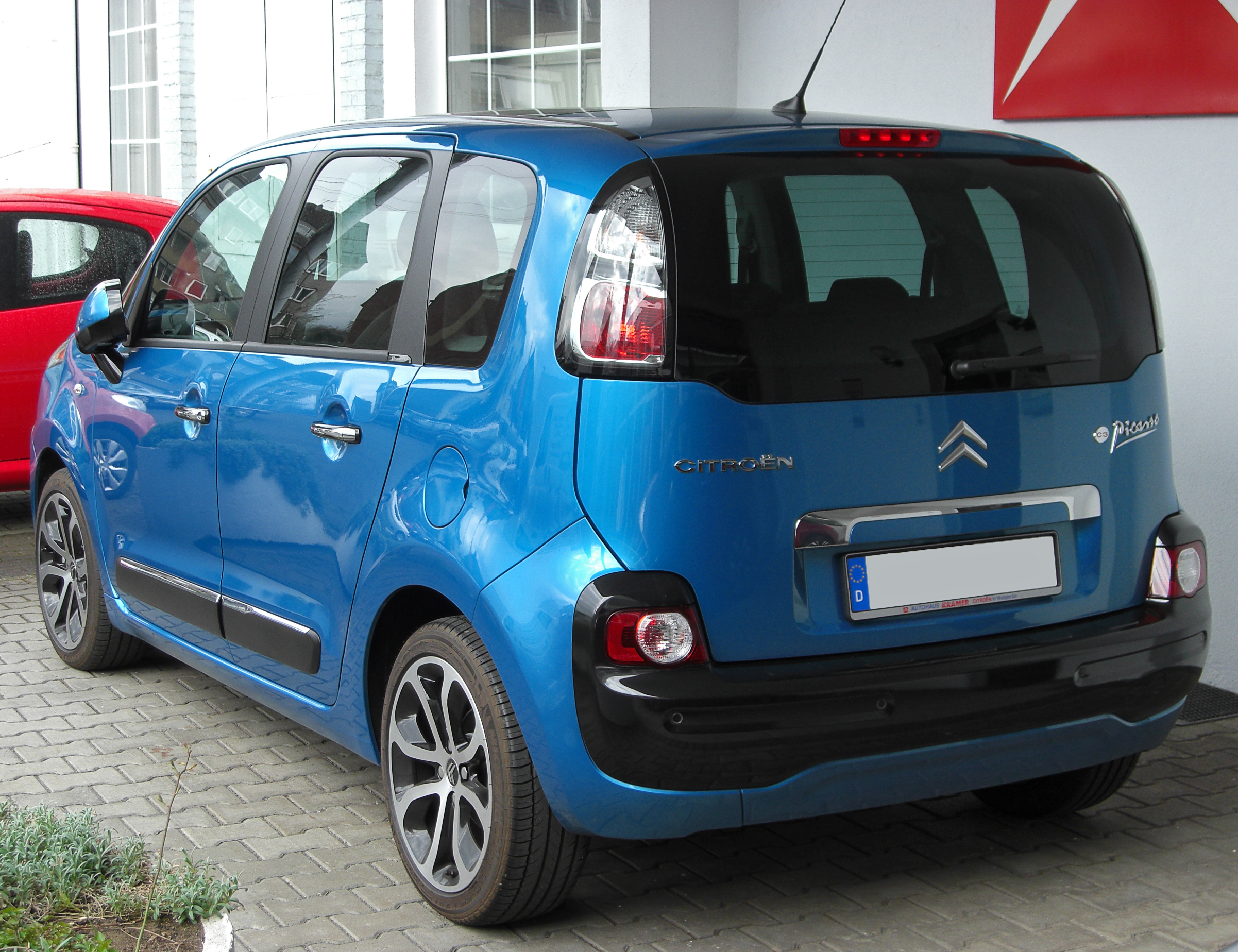
Citroën C3 Picasso phase 1
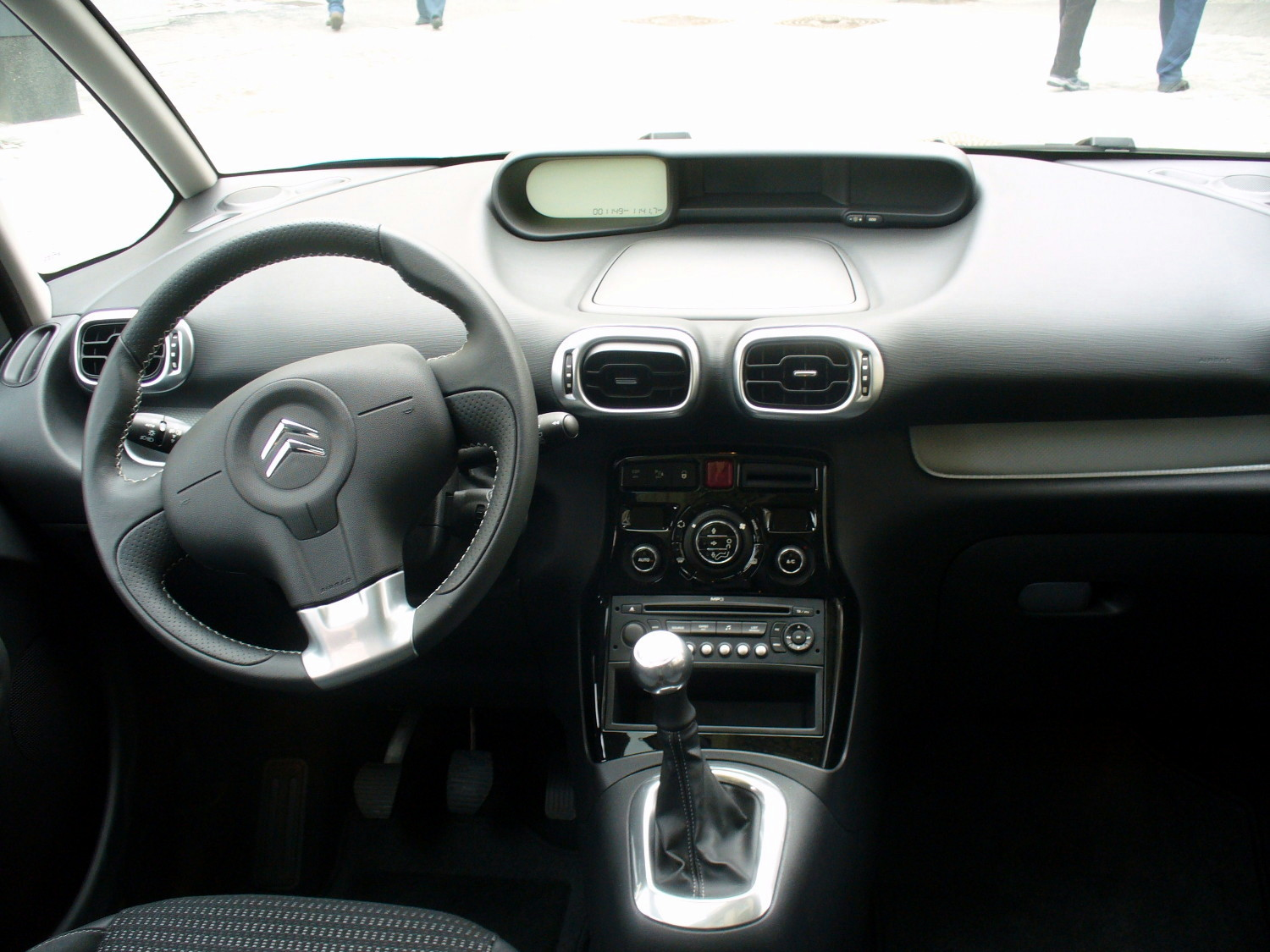
Citroën C3 Picasso phase 1 (intérieur)
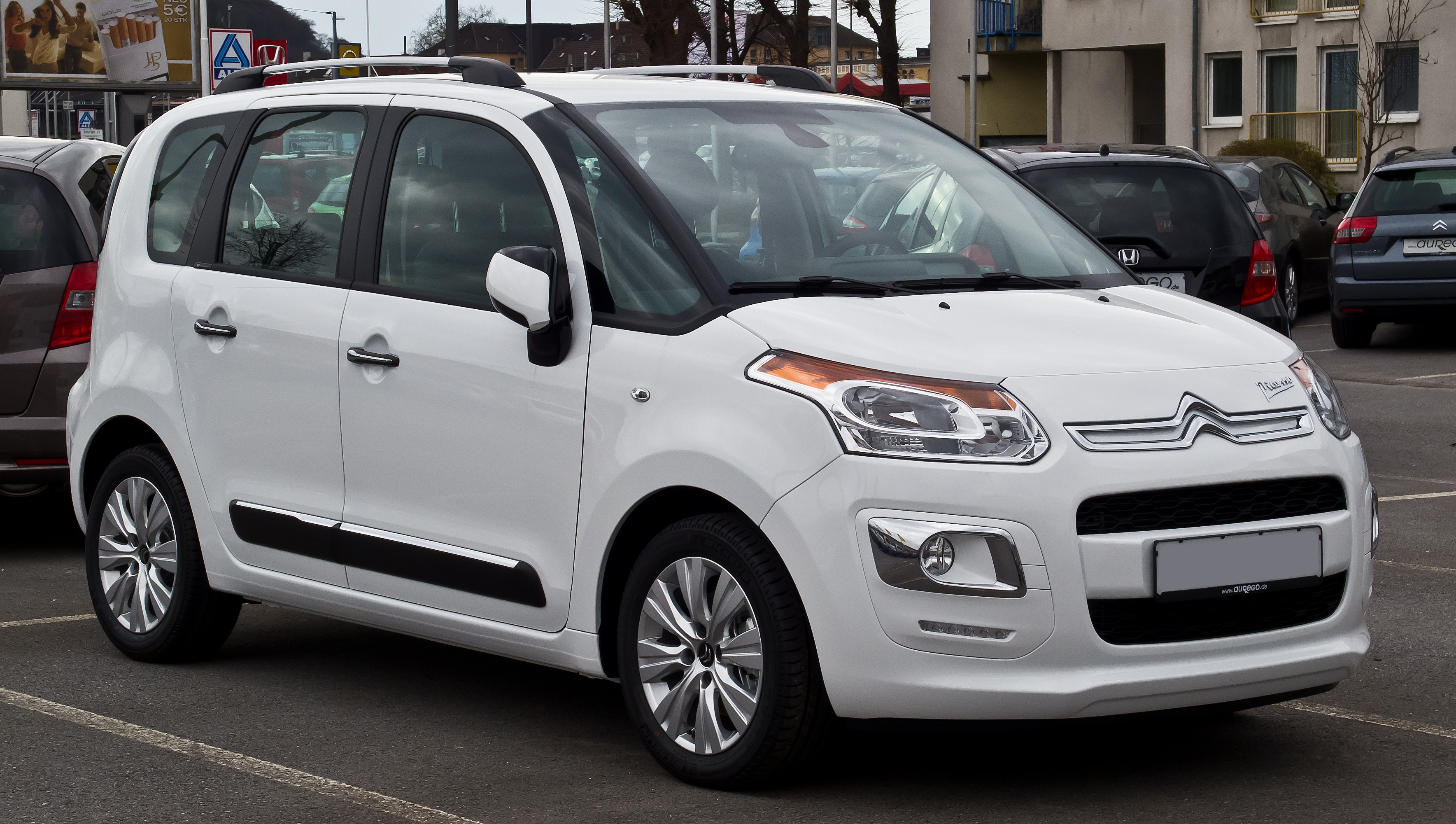
Citroën C3 Picasso phase 2
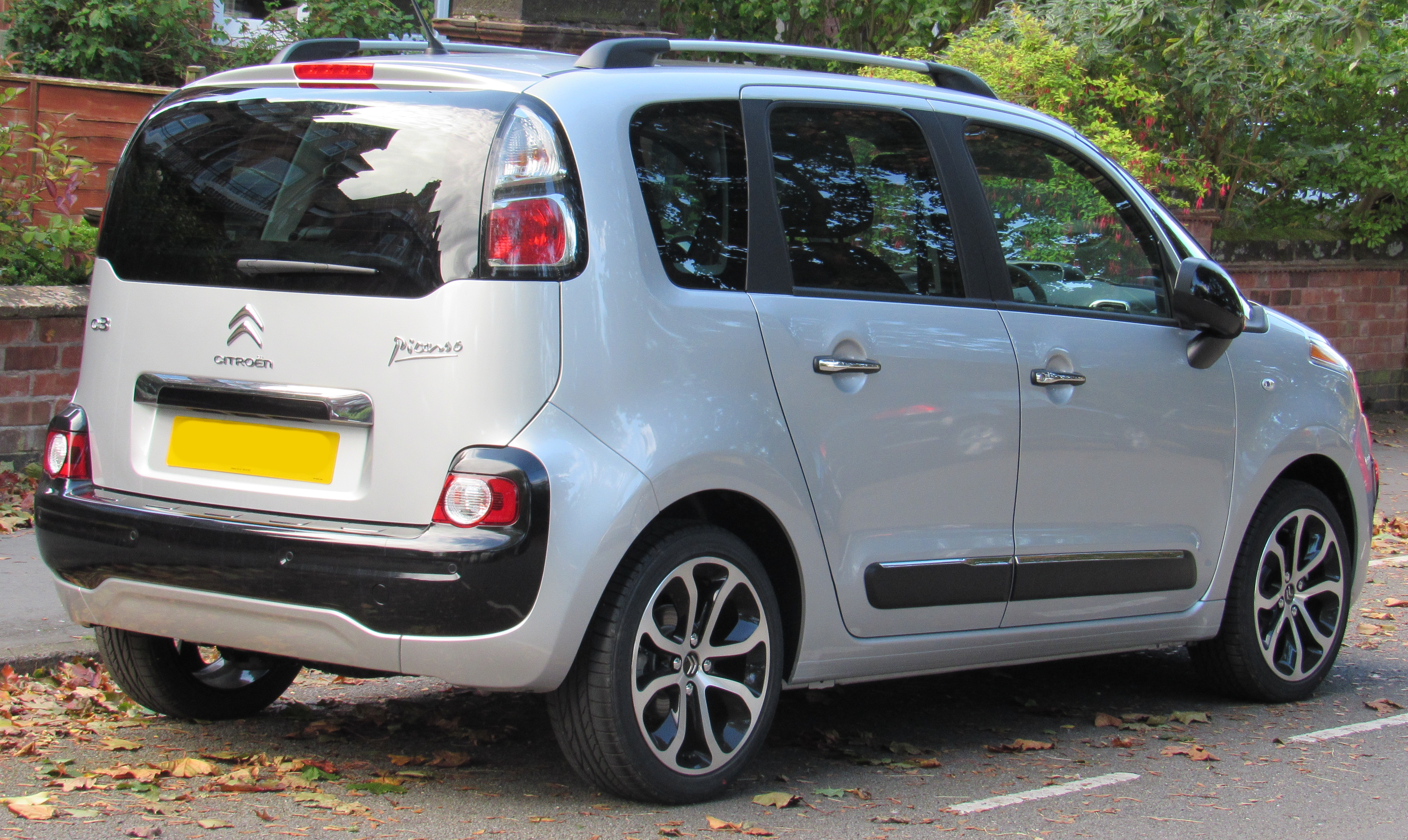
Citroën C3 Picasso phase 2
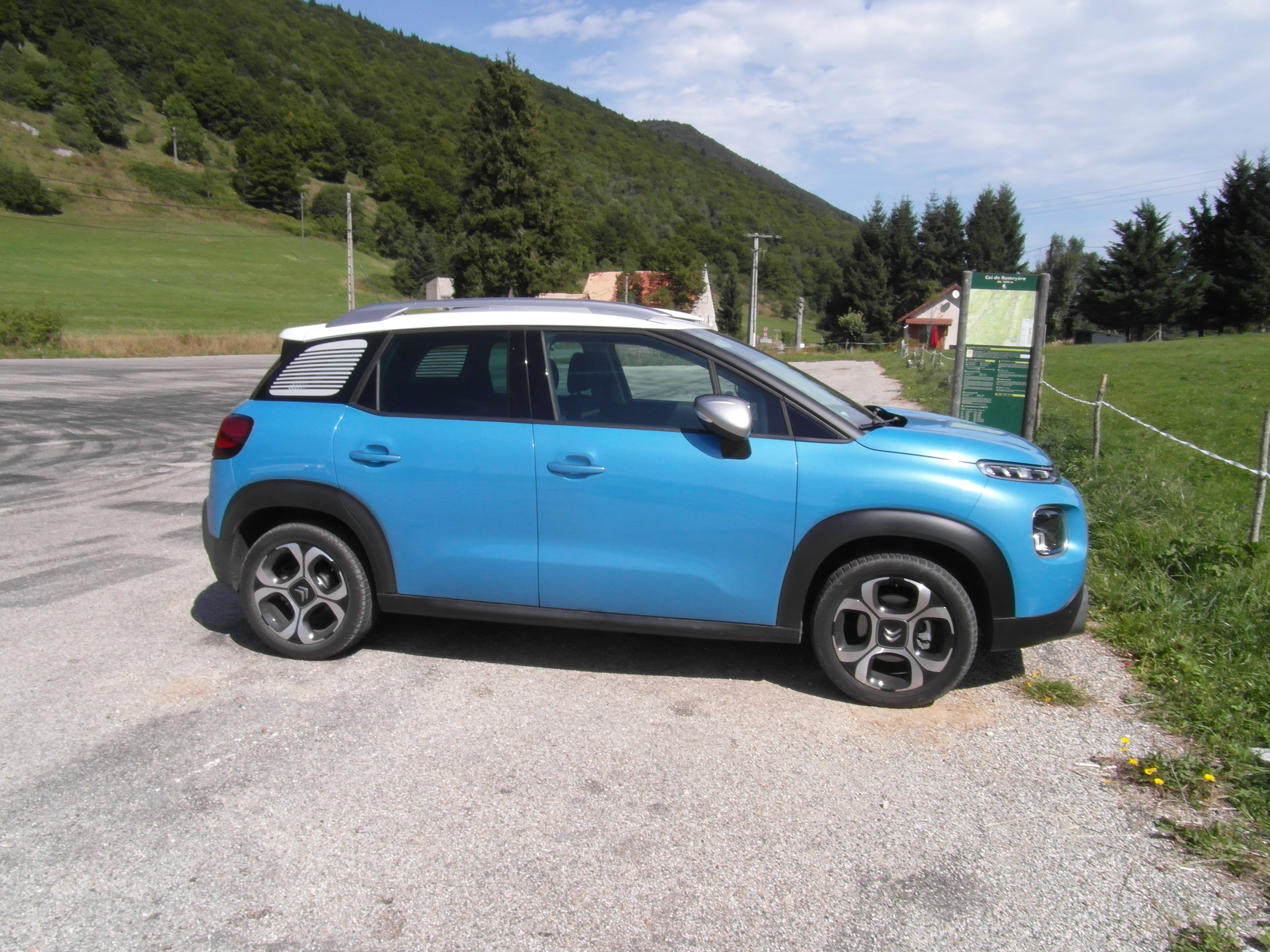
Citroën C3 Aircross (2017), remplaçant du C3 Picasso en Europe

## Motorisations
| Motorisations Essence                                | 1.4 VTi 95                                | 1.2 PureTech 110                                | 1.6 VTi 120                               | 1.6 VTi 120                               |
| Type                                                 | 4 cylindres 16s en ligne trans. (type EP) | 3 cylindres 12s en ligne trans. turbo (type EB) | 4 cylindres 16s en ligne trans. (type EP) | 4 cylindres 16s en ligne trans. (type EP) |
| Cylindrée (cm3)                                      | 1 397                                     | 1 199                                           | 1 598                                     | 1 598                                     |
| Puissance maximale (ch à tr/min)                     | 95 (à 6 000)                              | 110 (à 5 500)                                   | 120 (à 6 000)                             | 120 (à 6 000)                             |
| Couple maximal (N m à tr/min)                        | 135 (à 4 000)                             | 205 (à 1 500)                                   | 160 (à 4 250)                             | 160 (à 4 250)                             |
| Boîte de vitesses                                    | BVM5                                      | BVM5                                            | BVM5                                      | BMP6                                      |
| Transmission                                         | Traction                                  | Traction                                        | Traction                                  | Traction                                  |
| Poids (kg)                                           | 1 201                                     | 1 205                                           | 1 204                                     | 1 205                                     |
| 0 à 100 km/h (s)                                     | 12,2                                      | 10,7                                            | 10,9                                      | 11,5                                      |
| Vitesse maximale (km/h)                              | 178                                       | 186                                             | 188                                       | 188                                       |
| Consommations (L/100 km) Extra-urbaine/Urbaine/mixte | 5,2/8,5/6,4                               | 4,2/6,4/5,0                                     | 4,9/9,0/6,4                               | 4,8/8,0/6,0                               |
| Émissions de CO2 (g/km)                              | 145 à 159                                 | 115                                             | 159                                       | 137                                       |
| Années de production                                 | 2008 - 2015                               | 2015 -                                          | 2008 - 2015                               | 2011 - 2015                               |

| Motorisations Diesel                                | 1.6 HDi 90                                      | 1.6 HDi 90                                      | 1.6 e-HDi 90                                    | 1.6 BlueHDi 100                                 | 1.6 HDi 110                                     | 1.6 HDi 110                                     | 1.6 HDi 115                                     |
| Type                                                | 4 cylindres en ligne trans. turbo (type DV/DLD) | 4 cylindres en ligne trans. turbo (type DV/DLD) | 4 cylindres en ligne trans. turbo (type DV/DLD) | 4 cylindres en ligne trans. turbo (type DV/DLD) | 4 cylindres en ligne trans. turbo (type DV/DLD) | 4 cylindres en ligne trans. turbo (type DV/DLD) | 4 cylindres en ligne trans. turbo (type DV/DLD) |
| Cylindrée (cm3)                                     | 1 560                                           | 1 560                                           | 1 560                                           | 1 560                                           | 1 560                                           | 1 560                                           | 1 560                                           |
| Puissance maximale (ch à tr/min)                    | 90 (à 4 000)                                    | 92 (à 4 000)                                    | 92 (à 4 000)                                    | 100 (à 3 750)                                   | 110 (à 4 000)                                   | 112 (à 3 600)                                   | 115 (à 3 600)                                   |
| Couple maximal (N m à tr/min)                       | 215 (à 2 000)                                   | 230 (à 1 750)                                   | 230 (à 1 750)                                   | 254 (à 1 750)                                   | 240 (à 1 750)                                   | 270 (à 1 750)                                   | 270 (à 1 750)                                   |
| Boîte de vitesses                                   | BVM5                                            | BVM5                                            | BMP6                                            | BVM5                                            | BVM5                                            | BVM6                                            | BVM6                                            |
| Transmission                                        | Traction                                        | Traction                                        | Traction                                        | Traction                                        | Traction                                        | Traction                                        | Traction                                        |
| Poids (kg)                                          | 1 289                                           | 1 205                                           | 1 313                                           | 1 240                                           | 1 333                                           | 1 325                                           | 1 318                                           |
| 0 à 100 km/h (s)                                    | 13,4                                            | 13,3                                            | 14,5                                            | 12,1                                            | 11,2                                            | 10,9                                            | 10,9                                            |
| Vitesse maximale (km/h)                             | 173                                             | 174                                             | 174                                             | 179                                             | 182                                             | 183                                             | 184                                             |
| Consommations (L/100km) Extra-urbaine/Urbaine/mixte | 4,0/6,0/4,7                                     | 3,7/4,7/4,1                                     | 4,0/4,9/4,3                                     | 3,5/4,7/3,9                                     | 4,1/6,1/4,8                                     | 5,8/6,4/7,4                                     | 4,0/5,5/4,6                                     |
| Émissions de CO2 (g/km)                             | 119 à 125                                       | 107                                             | 112                                             | 101                                             | 130                                             | 125 à 130                                       | 105 à 119                                       |
| Années de production                                | 2009 - 2011                                     | 2011 - 2015                                     | 2011 - 2015                                     | 2015 -                                          | 2009 - 2010                                     | 2010 - 2011                                     | 2011 - 2015                                     |

### Finitions
Finitions en France [Quand ?]:
- Attraction
- Confort
- Feel Edition
- Exclusive

## Les séries spéciales C3 Picasso
Rossignol (novembre 2010)
- Noir Obsidien et Blanc Banquise
- HDI-90 FAP Boite de vitesses manuelle
- Jantes en alliage 17 pouces "Clover" colorées
- Barres de toit longitudinales
- Toit vitré panoramique
- Décor "Sanguine ou Bitter Lemon" sur jantes, baguettes, coquilles de rétroviseurs et enjoliveur de plaque de police
- Bandeaux de boucliers avant et arrière "Noir Obsidien"
- Décor chromé sur bouclier avant
- Enjoliveurs d'aérateurs noir brillant ou blanc banquise
- Surtapis avec surpiqures "Sanguine ou Bitter Lemon"
- Connectine box
- Livré avec une paire de skis Rossignol "Bandit S80" et des fixations "Axium 120"
- Roue de secours galette

Sources: Site officiel de Citroën France.
Millenium 
À l'occasion de l'anniversaire des 90 ans de Citroën, plusieurs véhicules (C1, C3 Picasso, C4, C4 Picasso, C5 et C5 Tourer) ont une appellation Millenium.
- Climatisation automatique bi-zone
- Système Radio MP3 + GPS MyWay avec Bluetooth et 6 HP
- Jantes alliage 16 pouces "Blade"
- Vitres arrière surteintés

Rossignol (novembre 2011)

## Citroën C3 Picasso, C3 Aircross et Aircross au Brésil
Citroën produit à Porto Real au Brésil une adaptation locale du C3 Picasso. Il y est vendu en deux versions : une au look de SUV, le Citroën C3 Aircross (lancé en 2010) et son dérivé au look citadin, le Citroën C3 Picasso (lancé en 2011). Les deux modèles sont basés sur la version brésilienne de la Citroën C3 de première génération, tandis que le C3 Picasso européen est basé sur la Peugeot 207 SW européenne.
En 2016, l'Aircross est profondément restylé et reçoit une nouvelle planche de bord. Le Citroën C3 Aircross prend à cette occasion le nom de Citroën Aircross. Le C3 Picasso local cesse alors d'être produit au Brésil, sans bénéficier du même restylage.

La production de l'Aircross cesse à la fin 2020 après une fin de carrière difficile, le véhicule ne correspondant plus aux attentes de la clientèle sud-américaine.

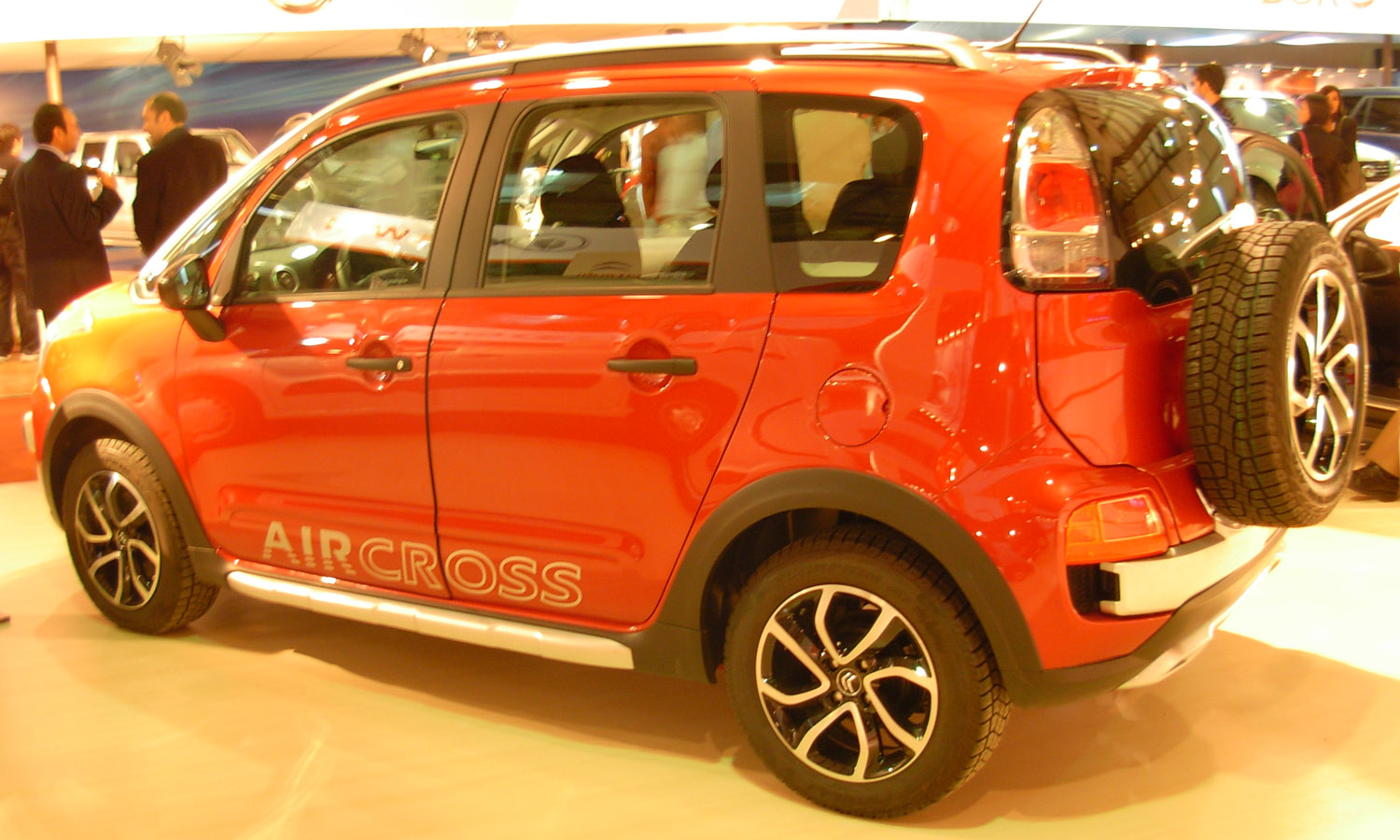
Citroën C3 Aircross (phase 1)
Citroën Aircross (phase 2)
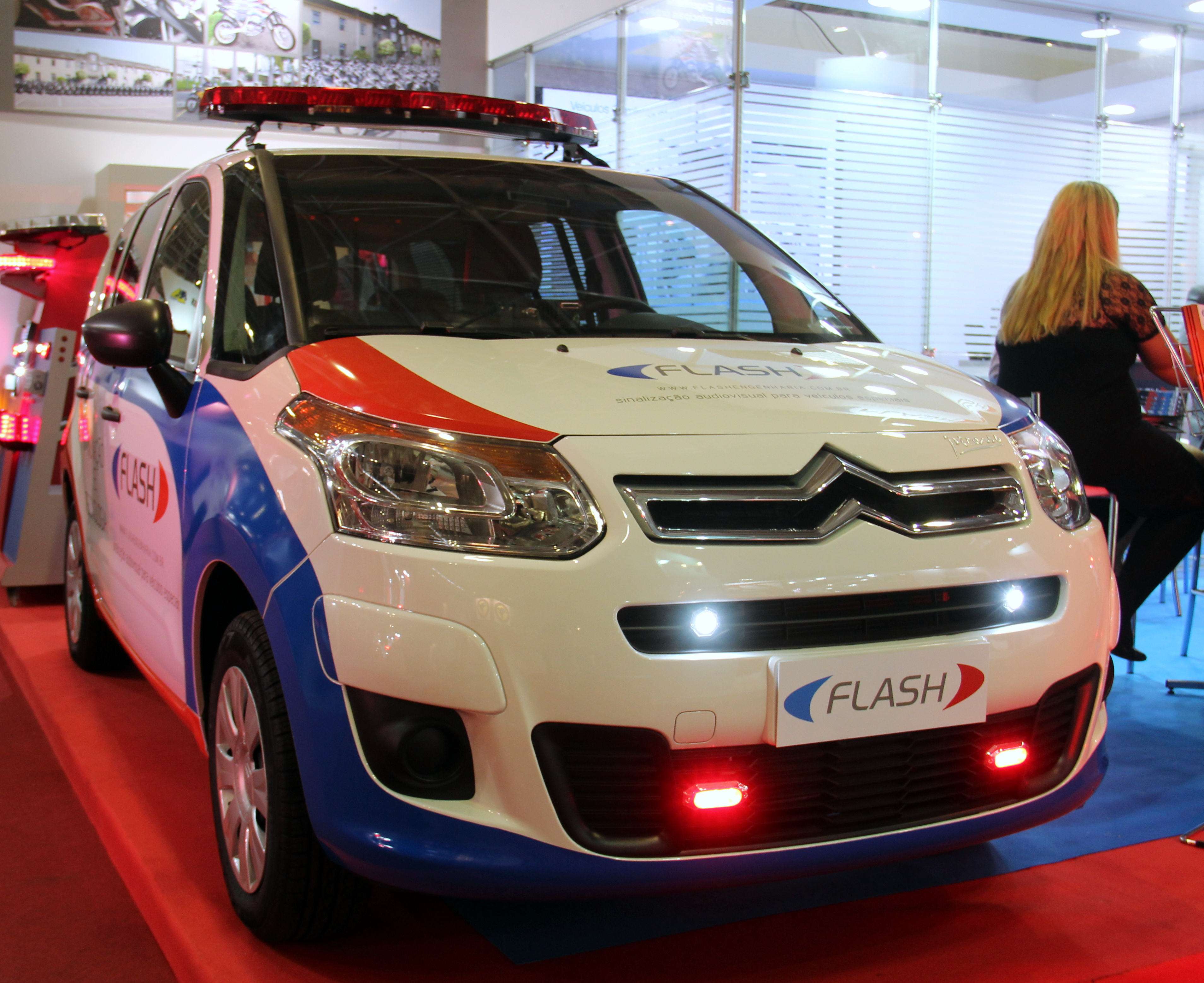
Citroën C3 Picasso brésilien